# Swartzia grandifolia
Swartzia grandifolia är en ärtväxtart som beskrevs av George Bentham. Swartzia grandifolia ingår i släktet Swartzia och familjen ärtväxter. Inga underarter finns listade i Catalogue of Life.